# Lobke van Eijk
Lobke van Eijk (Utrecht, Países Bajos, 1994) es una cineasta, directora de cine y productora de cine neerlandesa.
Está afincada en Reino Unido. Actualmente es la directora del Festival de Cine Buzz Cinema que se celebra anualmente en la ciudad de Leighton Buzzard (Reino Unido).

## Biografía
Van Eijk nació en 1994 en Utrecht (Países Bajos). Estudió la licenciatura en educación sociocultural en la Universidad de Ciencias Aplicadas de Utrecht. Posteriormente cursó un máster en cinematografía en la Universidad de Bradford (Reino Unido).
Ha trabajado en el ámbito de la educación sociocultural en Ámsterdam (Países Bajos), en el ámbito de la comunicación en Bilbao (España), como asistente de producción cinematográfica en Soest (Alemania), como editora de cine en Baarn (Países Bajos) o como editora de cine y editora jefe en el medio Jellysmack en Londres (Reino Unido).
En 2015 dirigió y presentó Ánima Eskola Bilbao: reportaje documental, un documental sobre la Escuela de Arte Dramático Ánima Eskola en el que se mostraba la escuela, su historia, metodología, profesores y alumnos y se entrevistaba a los actores y profesores Marina Shimanskaya, Algis Arlauskas, David Valdelvira y Sandra Tejero.
En 2019, van Eijk produjo, dirigió y escribió la película Would You Rather, una producción cinematográfica filmada en Gales (Reino Unido). En 2021 participó en la película The Night Takes Any Colour, dirigida por Melina Boukouvala, producción presentada en el Chania Film Festival (CFF), festival internacional de cine que se celebra anualmente en La Canea (Grecia).
En 2022, van Eijk produjo, dirigió y escribió la película Lucidity, una producción cinematográfica sobre la demencia, protagonizada por las actrices inglesas Rachel Dobell y Carly Halse. En 2023 participó en la película A Helping Hand, dirigida por Joshua Francisco Mitchell, como supervisora de guion.
Adicionalmente, en 2022 van Eijk fundó y puso en marcha el Festival de Cine Buzz Cinema (Leighton Buzzard Film Festival, LB Film Fest/Buzz Cinema), cuya primera edición tuvo lugar ese mismo año 2022. El principal objetivo del festival de cine es reunir a creativos y cineastas, crear un espacio para mostrar el trabajo y celebrar y fomentar la creatividad y la colaboración entre todas las generaciones. El festival Buzz Cinema se celebra en la histórica localidad de Leighton Buzzard, y tiene una duración de algo más de una semana, en el que se proyectan distintos proyectos cinematográficos de distintos cineastas. Actualmente se encuentra en su tercera edición.
Van Eijk ha vivido en Ámsterdam (Países Bajos), Bilbao (España), Soest (Alemania), Baarn (Países Bajos) y Londres (Reino Unido). Desde hace varios años está afincada en Reino Unido, donde actualmente vive y trabaja. Actualmente reside en Leighton Buzzard (Bedfordshire).

## Filmografía

### Cine
- 2023, A Helping Hand (guion)
- 2022, Lucidity (producción, dirección y guion)
- 2021, The Night Takes Any Colour (producción)
- 2019, Would You Rather (producción, dirección y guion)
- 2015, Ánima Eskola Bilbao: documentary film (dirección y presentadora)